# Fragile (album de Yes)
Pour les articles homonymes, voir Fragile.
Albums de Yes
The Yes Album
(1971) Close to the Edge
(1972)
Singles
1. Roundabout / Long Distance Runaround
Sortie :  4 janvier 1972

Fragile est le quatrième album studio du groupe britannique de rock progressif, Yes. Il sort le 12 novembre 1971 sur le label Atlantic Records et est produit par Le groupe et Eddie Offord.
Il est le premier album du groupe sur lequel joue l'ancien claviériste des Strawbs, Rick Wakeman. Il marque également l'arrivée du dessinateur et artiste britannique Roger Dean qui illustrera la majeure partie des pochettes des albums suivants du groupe.
Il est certifié double disque de platine aux États-Unis, avec plus de deux millions d'exemplaires écoulés

## Titre de l'album
« Le titre Fragile ne provient pas seulement de la fragilité du globe sur lequel nous vivons et qui est représenté sur la pochette mais aussi de la fragilité du groupe à l'époque. Nous avions ce sentiment que le groupe pouvait éclater d'un moment à l'autre. » déclare le batteur Bill Bruford à propos du titre de l'album, lors d'une interview en 2004.
« Jon Anderson s'était donné comme mission de sauver la planète. C'était assez ironique car la majorité du temps, il donnait l'impression de vivre sur une autre. » ajoute Rick Wakeman.

## Enregistrement
Fragile est enregistré en septembre 1971 au studio londonien Advision Studios. Il est mixé et produit par Eddy Offord, qui travaille avec le groupe depuis son précédent album The Yes Album sorti en 1970. Le claviériste Tony Kaye quitte le groupe pendant la préparation de l'album car il refuse de jouer d'autres claviers que le piano et l'orgue Hammond alors que le groupe souhaite ajouter notamment du mellotron et des synthétiseurs.

## Composition de l'album
Cet album met en relief les talents individuels de composition des membres du groupe : sur les neuf pistes de l'album, quatre sont écrites par le groupe, tandis que les cinq autres sont l'œuvre de chacun en solo. Cans and Brahms est en fait le troisième mouvement de la symphonie n°4 de Johannes Brahms, arrangé et interprété seul par Rick Wakeman sur différents claviers (piano, orgue, clavecin, synthétiseurs, mellotron) ; We Have Heaven est une pièce solo de Jon Anderson sur laquelle il chante toutes les parties vocales, accompagné par les autres musiciens à la guitare acoustique, à la basse et aux percussions, et le concept de cette chanson sera repris plus tard pour la pièce Can I sur l'album The Ladder ; Five Per Cent for Nothing est une idée de Bill Bruford qui met en relief ses talents de batteur sur une pièce instrumentale dans le style jazz-rock ; The Fish (Schindleria Praematurus) est de Chris Squire sur laquelle, accompagné uniquement par la guitare, la batterie et des percussions, il joue différentes lignes de basse, et qui deviendra un incontournable en concert et finalement Mood for a Day est une pièce en solo à la guitare acoustique de Steve Howe dans la même lignée que Clap du précédent album.
Le titre de la pièce solo de Squire, The Fish (le poisson) provient d'un surnom donné par Bill Bruford à Chris, lequel passait beaucoup de temps dans son bain. Poissons est également le signe astrologique de Squire. Chris Squire double sa partie de basse sur la pièce Roundabout en utilisant la Gibson de Steve Howe, afin d'y mettre plus de punch.
Une version de l'album remixée par Steven Wilson et augmentée de pièces inédites est sortie en 2015, en deux versions, une avec CD + Blu-Ray et l'autre avec CD + DVD-A. Ces deux versions en haute résolution stéréo et surround mix incluent les chansons inédites suivantes : We Have Heaven (Full Mix), South Side of the Sky en première version, All Fighters Past une pièce inédite avec des parties qui furent finalement intégrées à The Revealing Science of God (du double album Tales from Topographic Oceans) et Siberian Kathru (sur l'album Close to the Edge), une version a cappella de We Have Heaven et finalement des prises alternatives de Roundabout et Mood for a Day réintitulée Mood for Another Day.

## Titres
| 1. | Roundabout                     | Jon Anderson, Steve Howe                  | 8:30 |
| 2. | Cans and Brahms (instrumental) | Johannes Brahms, arrangé par Rick Wakeman | 1:38 |
| 3. | We Have Heaven                 | Anderson                                  | 1:40 |
| 4. | South Side of the Sky          | Anderson, Chris Squire                    | 8:02 |

| 1. | Five Per Cent for Nothing (instrumental)         | Bill Bruford              | 0:35  |
| 2. | Long Distance Runaround                          | Anderson                  | 3:30  |
| 3. | The Fish (Shindleria Praematurus) (instrumental) | Squire                    | 2:39  |
| 4. | Mood for a Day (instrumental)                    | Howe                      | 3:00  |
| 5. | Heart of the Sunrise                             | Anderson, Squire, Bruford | 11:27 |

| 10. | America                      | Paul Simon     | 10:33 |
| 11. | Roundabout (Early rough mix) | Anderson, Howe | 8:35  |

| 10. | Roundabout (Rehearsal Take, Early Mix) (enregistré en répétition, premier mix)     | Anderson, Howe   | 8:09 |
| 11. | We Have Heaven (Steven Wilson Mix) (version complète, mix de Steven Wilson)        | Anderson         | 2:22 |
| 12. | South Side of the Sky (Steven Wilson Mix) (ancienne version, mix de Steven Wilson) | Anderson, Squire | 5:12 |
| 13. | All Fighters Past (Steven Wilson Mix) (mix de Steven Wilson)                       | Anderson, Howe   | 2:23 |
| 14. | Mood for Another Day (prise jamais publiée auparavant)                             | Howe             | 3:04 |
| 15. | We Have Heaven (Acapella, Steven Wilson Mix) (version A Cappella)                  | Anderson         | 2:01 |

## Musiciens
D'après le livret accompagnant l'album : 
- Jon Anderson : chant
- Steve Howe : guitare acoustique et électrique, chant
- Chris Squire : basse, chant
- Rick Wakeman : grand piano, piano électrique, orgue Hammond, Minimoog, mellotron, clavecin
- Bill Bruford : batterie, percussions

## Production
- Yes : production
- Eddie Offord : production
- Gary Martin : assistant ingénieur
- Roger Dean : dessin de la pochette, livret inclus avec l'album, photos du livret
- David Wright : photo de Bill Bruford à la batterie
- Brian Lane : gérance du groupe

## Classements et certifications

### Album

#### Charts
| Pays                          | Durée du classement | Meilleur classement |                  |
| ----------------------------- | ------------------- | ------------------- | ---------------- |
| Canada (RPM)                  | 29 semaines         | 6e                  | 1er avril 1972   |
| États-Unis (Billboard 200)    | 46 semaines         | 4e                  | 26 février 1972  |
| Pays-Bas (MegaCharts)         | 3 semaines          | 8e                  | 11 décembre 1971 |
| Royaume-Uni (UK Albums Chart) | 16 semaines         | 7e                  | 28 novembre 1971 |

#### Certifications
| Pays        | Certification | Ventes      | Date              |
| ----------- | ------------- | ----------- | ----------------- |
| États-Unis  | 2 × Platine   | 2 000 000 + | 10 avril 1998     |
| Royaume-Uni | Platine       | 300 000 +   | 29 septembre 1988 |

### Single
| Single     | Chart             | Durée du classement | Position | Date          |
| ---------- | ----------------- | ------------------- | -------- | ------------- |
| Roundabout | (Hot 100)         | 13 semaines         | 13e      | 15 avril 1972 |
| Roundabout | (RPM Top Singles) | 17 semaines         | 9e       | 29 avril 1972 |
| Roundabout | (Single Top 100)  | 1 semaine           | 27e      | 11 mars 1972  |